# Аранго, Карлос
Карлос Аранго Медина (исп. Carlos Arango Medina, 31 января 1928 — 19 августа 2014) — колумбийский футболист, нападающий.

## Биография
Начал карьеру в составе «Депортес Кальдес» в 1948 году. В составе этой команды в 1950 стал чемпионом Колумбии.
Также выступал за ряд футбольных команд из Колумбии и Венесуэлы.
В период с 1946 по 1965 год провёл 22 матча за сборную Колумбии, забив шесть мячей.
16 июня 1957 года в игре против Уругвая забил первый мяч сборной в розыгрышах чемпионата мира.

## Достижения
- Победитель Игр Центральной Америки и Карибского бассейна: 1946